# British Institute for the Study of Iraq
Das British Institute for the Study of Iraq (BISI) – die frühere British School of Archaeology in Iraq (BSAI) – ist eine britische Wohltätigkeitsorganisation. Sie hat das Bestreben, die Forschung und die Bildung der Geschichte, Gesellschaft und Kultur von Iraq zu fördern. Es ist die einzige Organisation im Vereinigten Königreich, die sich der Forschung der alten Zivilisationen und Sprachen von Mesopotamien verschrieben hat.
Das Institut wurde 1932 unter dem Namen British School of Archaeology in Iraq zum Gedenken an das Leben und Werk von Gertrude Bell gegründet. Sein erster Direktor war Max Mallowan. Das Institut unternahm vor und nach dem Zweiten Weltkrieg archäologische Exkursionen in Iraq wie in Umm Dabaghiyah, Tell Arpachiyah, Nimrud und Samarra. Die Ausgrabungen wurden bis 1990 ausgeführt.
2007 änderte die Organisation ihren Namen von British School of Archaeology in Iraq zu British Institute for the Study of Iraq. Die Namensänderung drückt den Fokus auf die Förderung des irakischen Kulturerbes, von Partnerschaften und der Zusammenarbeit mit irakischen Archäologen aus. Das Institut hat seinen Sitz in Büroräumen der British Academy und veröffentlicht in einem jährlichen Intervall die Fachzeitschrift IRAQ. 